# Нерівність Бішопа — Громова
Нерівність Бішопа — Громова — теорема порівняння в рімановій геометрії. Є ключовим твердженням у доведенні теореми Громова про компактність.
Нерівність названа на честь Річарда Бішопа та Михайла Громова.

## Формулювання
Нехай {\displaystyle M} — повний n-вимірний ріманів многовид з обмеженою знизу кривиною Річчі, тобто
{\displaystyle \mathrm {Ric} \geqslant (n-1)K}
для сталої {\displaystyle K\in \mathbb {R} }.
Позначимо через {\displaystyle B(p,r)_{M}} кулю радіуса r навколо точки p, визначену відносно ріманової функції відстані.
Нехай {\displaystyle \mathbb {M} ^{n}(K)} позначає n-вимірний модельний простір. Тобто {\displaystyle \mathbb {M} ^{n}(K)} — повний n-вимірний однозв'язний простір сталої секційної кривини {\displaystyle K}. Таким чином,
- {\displaystyle \mathbb {M} ^{n}(K)} є n-сферою радіуса {\displaystyle 1/{\sqrt {K}}}, якщо {\displaystyle K>0}, або
- n-вимірним евклідовим простором, якщо {\displaystyle K=0}, або
- гіперболічним простором з кривиною {\displaystyle K<0}.

Тоді для будь-яких {\displaystyle p\in M} і {\displaystyle {\tilde {p}}\in \mathbb {M} ^{n}(K)} функція
{\displaystyle \phi (r)={\frac {\operatorname {Vol} B(p,r)_{M}}{\operatorname {Vol} B({\tilde {p}},r)_{\mathbb {M} ^{n}(K)}}}}
не зростає в інтервалі {\displaystyle (0,\infty )}.

### Зауваження
- При {\displaystyle K=0} нерівність можна записати так
{\displaystyle \operatorname {Vol} B(p,\lambda \cdot r)_{M}\leqslant \lambda ^{n}\cdot \operatorname {Vol} B(p,r)_{M}}

при {\displaystyle \lambda \geqslant 1} .
- Якщо r прямує до нуля, то співвідношення наближається до одиниці, отже разом із монотонністю це означає, що
{\displaystyle \operatorname {Vol} B(p,r)_{M}\leqslant \operatorname {Vol} B({\tilde {p}},r)_{\mathbb {M} ^{n}(K)}.}

Цю версію вперше довів Бішоп.